# Altura, Minnesota
Altura är en ort i Winona County i delstaten Minnesota, USA.